# LWD Junak
Junak (LWD Junak, WSK Junak) – polski samolot szkolno-treningowy, używany w polskim lotnictwie wojskowym od 1952 do 1961, w Aeroklubach do 1972.

## Rozwój

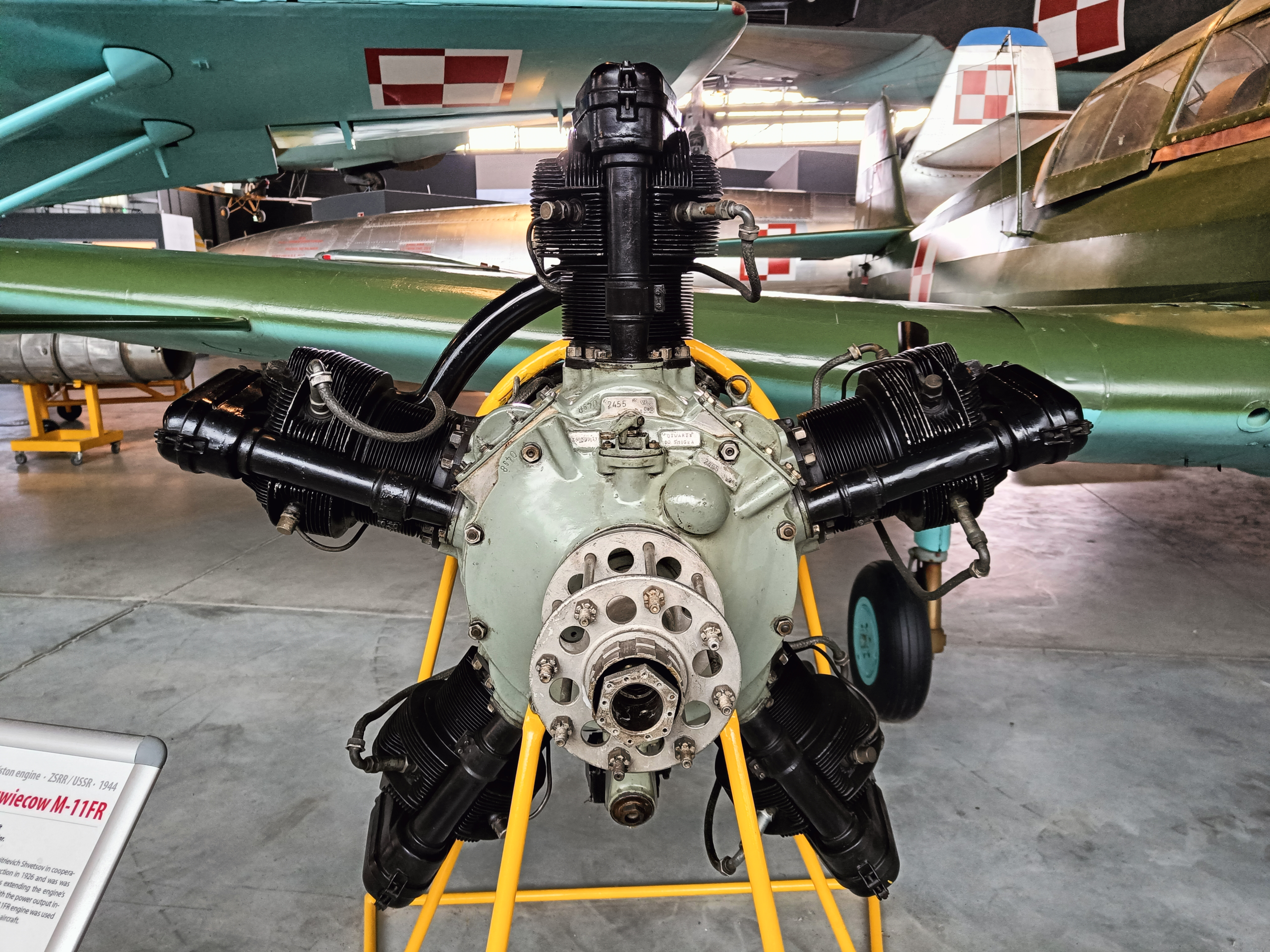
Silnik M-11FR eksponowany w MLP w Krakowie

Samolot został skonstruowany na zapotrzebowanie polskiego lotnictwa, w celu zastąpienia przestarzałego i trudnego w pilotażu radzieckiego samolotu szkolnego UT-2, używanego w polskich szkołach lotniczych po wojnie. 
Samolot UT-2 cechował się bardzo ostrą charakterystyką przeciągnięcia, drobny błąd w pilotażu mógł spowodować wejście w korkociąg. Dodatkowo – wprowadzony w korkociąg – trudno z niego wychodził. Wysiłek konstruktorów Junaka poszedł w kierunku poprawy bezpieczeństwa użytkowania samolotu, przy zachowaniu jego osiągów i prawidłowych właściwości do nauki akrobacji. 
Samolot zaprojektowano w 1947 w Lotniczych Warsztatach Doświadczalnych (LWD) w Łodzi – pierwszym polskim powojennym biurze konstrukcyjnym. Głównym projektantem był inż. Tadeusz Sołtyk. Wykorzystano doświadczenia z wcześniejszej konstrukcji – samolotu szkolnego LWD Żak. Prototyp nazwany LWD Junak, następnie: Junak 1, został oblatany 22 lutego 1948 przez Antoniego Szymańskiego. Samolot wykorzystywał radziecki silnik gwiazdowy M-11D o mocy 125 KM (93 kW). 
Po próbach, w 1949 opracowano i oblatano ulepszony wariant Junak 2, o lepszym wyposażeniu dla potrzeb wojska, i dobrych własnościach pilotażowych, który następnie skierowano do produkcji w 1951. Najbardziej widocznymi zmianami w stosunku do Junaka 1 była kabina przesunięta nieco do przodu, powiększone usterzenie i mocniejszy silnik M-11FR (160 KM). Tymczasem zespół LWD został rozwiązany w 1949 i dopracowanie Junaka 2 zostało przejęte przez warsztaty Centralnego Studium Samolotów (CSS) w Warszawie. Od 1951 do 1954 zbudowano 105 Junaków 2 w zakładach WSK-4 Okęcie, powstałych z CSS (pierwsze 3 samoloty wykonano w WSK-Mielec).
Jedynym poważnym problemem podczas oblotu okazał się flatter lotek – Antoni Szymański wylądował w polu kapotując, i doznając poważnej kontuzji. Po wprowadzeniu mas wyważających flatter nie pojawiał się.
Gdy podstawowym sprzętem polskiego lotnictwa stały się myśliwce odrzutowe z trójkołowym podwoziem: Jak-23 i MiG-15 (Lim-1), pojawiła się potrzeba posiadania nowocześniejszego samolotu szkolnego. Tadeusz Sołtyk, pracujący wówczas w Instytucie Lotnictwa, zaproponował rozwinięcie Junaka z chowanym klasycznym podwoziem i giętą osłoną kabiny o lepszej widoczności oraz ulepszeniami technologicznymi. Projekt ten miał być oznaczony TS-7 Chwat, ale nie uzyskał akceptacji władz lotniczych. Zamiast tego, Sołtyk zaprojektował 1952 na zamówienie wojska w biurze płatowcowym przy Instytucie Lotnictwa mniej zaawansowaną modyfikację Junaka 2, ze stałym podwoziem trójkołowym i drobniejszymi ulepszeniami. Samolot ten został skierowany do produkcji pod oznaczeniem: TS-9 Junak 3 ("TS" od inicjałów konstruktora). Prototyp oblatany został 7 sierpnia 1953, przez inż. Andrzeja Abłamowicza i kpt. Wiktora Pełkę. Samolot przeszedł pomyślnie w Instytucie Lotnictwa próby statyczne w Zakładzie Wytrzymałości pod nadzorem szefa Zakładu inż. Tadeusza Chylińskiego, próby w locie oraz próby państwowe i został zkwalifikowany do produkcji seryjnej, uruchomionej w 1954 w WSK Okęcie, zastępując na linii montażowej Junaki 2. Nowa wersja była cięższa, co skutkowało zmniejszeniem prędkości maksymalnej z 223 km/h do 205 km/h. Od 1953 do 1956 wyprodukowano 146 Junaków 3. Był on wielokrotnie prezentowany z okazji Święta Lotnictwa i na pokazach lotniczych. 
Równolegle z Junakiem 1, w LWD zaprojektowano jego wariant szkolno-akrobacyjny: LWD Zuch 1, napędzany silnikiem rzędowym Walter Minor 6-III o mocy 160 KM, oblatany 1 września 1948, a następnie LWD Zuch 2 z niemieckim silnikiem gwiazdowym Bramo Sh 14 (116 KM). Jedynie krótka seria 5 Zuchów 2 została zbudowana w 1950 i używana w aeroklubach do 1955.

## Służba

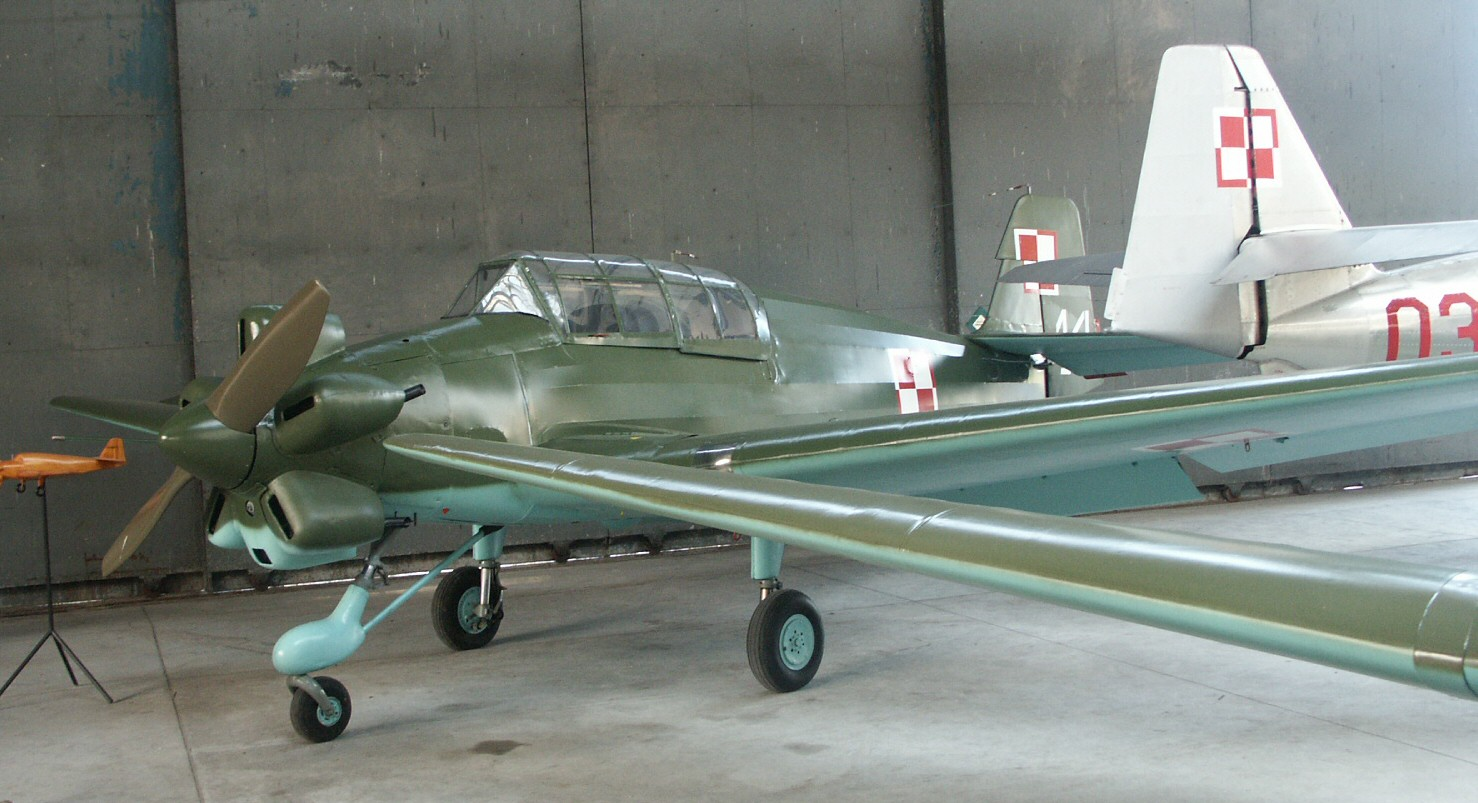
Junak w Muzeum Lotnictwa Polskiego

Samoloty Junak były używane w polskim lotnictwie wojskowym stosunkowo krótko. Junaki 2 weszły na wyposażenie szkół lotniczych w Dęblinie i Radomiu od 1952. Prowadzono na nich naukę pilotażu początkowego. Kiedy w latach 1954-55 rozpoczęto zastępowanie ich Junakami 3, Junaki 2 zostały przekazane do lotnictwa cywilnego. Junaki 3 były używane w polskim lotnictwie wojskowym od 1954, lecz już od 1956 zaczęto je również przekazywać do aeroklubów. Do 1961 wszystkie Junaki 3 w lotnictwie wojskowym zastąpiono samolotami PZL TS-8 Bies.
Lotnictwo cywilne otrzymało od wojska 71 Junaków 2 i 93 Junaki 3, które zostały następnie rozdzielone pomiędzy poszczególne aerokluby regionalne, cierpiące na braki w miarę nowoczesnych samolotów. Używano ich do szkolenia i treningu do lat 60. Junaków 2 używano również do holowania szybowców. Ostatnie samoloty Junak 2 (SP-BBT) i Junak 3 (SP-BOG) wycofano z eksploatacji 1972 roku.
Konstrukcja Junaka prezentowała średni poziom techniczny, lecz był on pierwszym samolotem polskiej konstrukcji, budowanym w dużej serii po II wojnie światowej, która doszczętnie zniszczyła dobrze rozwinięty przed wojną polski przemysł lotniczy. Mimo to był udanym samolotem, statecznym w locie i poprawnym w pilotażu. Do jego wad należała mało komfortowa i ubogo wyposażona w przyrządy kabina. Samoloty Junak były zwykle nazywane: LWD Junak, mimo że LWD zajmowała się projektem jedynie na początkowym etapie, lub WSK Junak od nazwy producenta; oznaczenie TS-9 nie było natomiast w praktyce używane. Trzeba zaznaczyć, że Junak był pierwszym powojennym samolotem polskiej konstrukcji produkowanych w dużych seriach (252 szt.) i wprowadzonych do wyposażenia lotnictwa wojskowego. 
Obecnie w Muzeum Lotnictwa Polskiego w Krakowie znajdują się samoloty Junak 1, Junak 2 i Junak 3 (SP-BPL) z ostatniej  serii zbudowany w 1955, w zbiorach WOSL w Dęblinie Junak 3 i w Narodowym Muzeum Techniki w PKiN w Warszawie Junak 3 eksponowany w przekroju.

## Opis konstrukcji

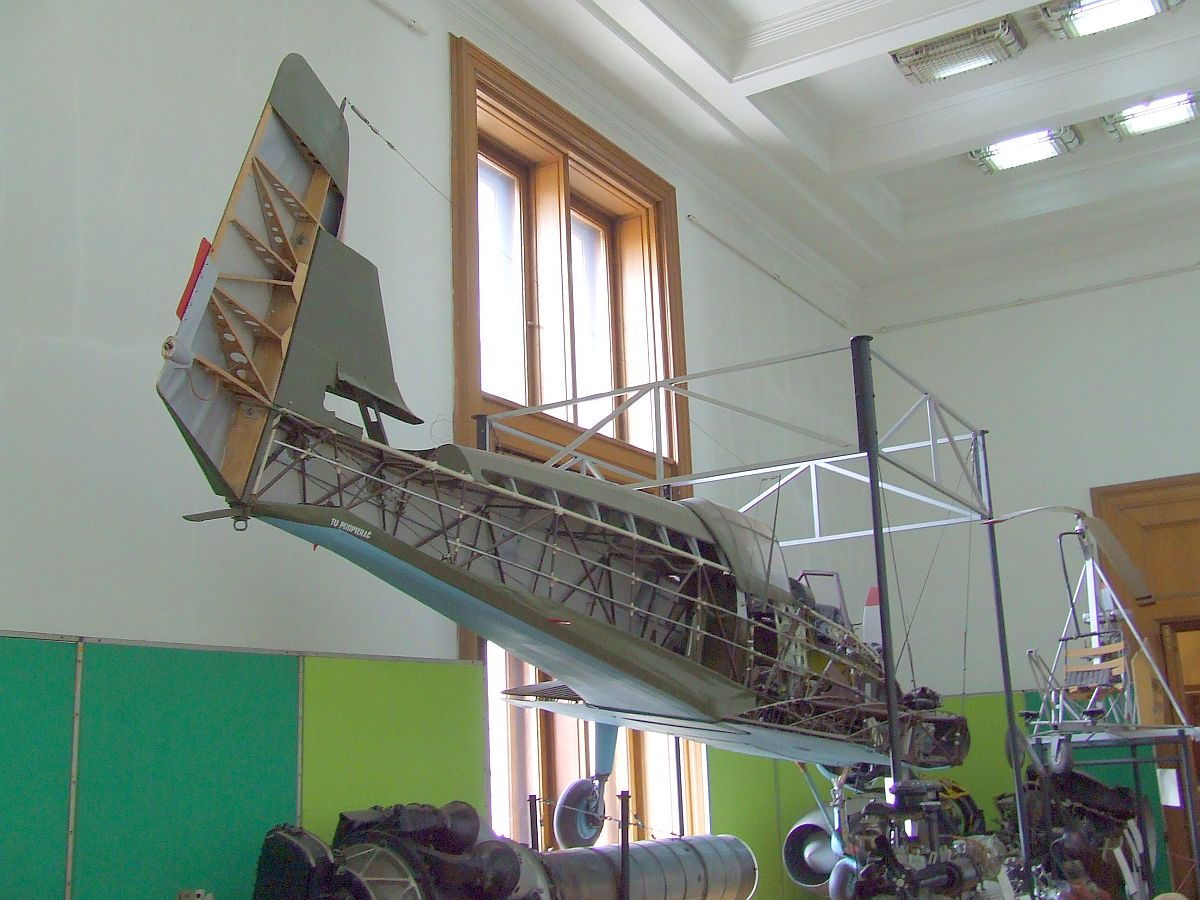
Junak 3 w przekroju

Jednosilnikowy samolot szkolno-treningowy, wolnonośny dolnopłat konstrukcji mieszanej. Kadłub – kratownica z rur stalowych, kryta płótnem i w obrębie silnika blachą. Skrzydła o obrysie trapezowym, konstrukcji drewnianej, kryte płótnem i sklejką. Usterzenie klasyczne. Samolot był wyposażony w klapy w centropłacie. Dwumiejscowa zakryta kabina w układzie tandem – z przodu dla instruktora, z tyłu dla ucznia. Silnik gwiazdowy, 5 cylindrowy M-11FR o mocy nominalnej 140 KM i startowej 160 KM (118 kW). Silnik w nosie kadłuba, cylindry osłonięte indywidualnymi owiewkami, często usuwanymi. Śmigło dwułopatowe drewniane o skoku stałym. Zbiorniki paliwa w skrzydłach i w niektórych partiach Junaków 3 w kadłubie. Podwozie samolotu stałe, klasyczne (Junak 2) lub trójkołowe (Junak 3). Bez uzbrojenia. Junak 3 był wyposażony w radiostację krótkofalową, radio-kompas, telefon pokładowy oraz inną instalację paliwową.